# Patricia St. John
Patricia Mary St. John (5. dubna 1919 – 15. srpna 1993) byla britská spisovatelka a misionářka.

## Dílo
- Poklady pod sněhem (Treasures of the Snow); česky vyšlo v samizdatu před r. 1989; v překladu Petra Viziny pak roku 2002
- Tajemství jedné zahrady (Rainbow Garden); česky vyšlo roku 1992; roku 1998 pak pod názvem Tajemství duhové zahrady
- Na ničem jiném nezáleží; česky vyšlo roku 1994
- Odkud teče řeka (Where The River Begins); česky vyšlo roku 1996; v roce 2000 zpracováno jako dvojdílná rozhlasová hra v Českém rozhlasu, rozhlasová úprava: Zuzana Bihdanecká, režie: Karel Weinlich[1]
- Jasná hvězda (Star of Light); česky vyšlo roku 1998
- Tajemné houštiny; česky vyšlo roku 1998